# Liste der Preisträger des Grammy Hall of Fame Awards (J–P)
Diese Liste führt die Preisträger des Grammy Hall of Fame Awards mit den Anfangsbuchstaben J–P auf.
| Titel                                                                              | Preisträger | Musiklabel                 | Jahr der Veröffentlichung | Genre                  | Format       | Jahr der Preisverleihung |
| ---------------------------------------------------------------------------------- | --- | -------------------------- | ------------------------- | ---------------------- | ------------ | ------------------------ |
| Jackson Browne                                                                     | Jackson Browne | Asylum                     | 1972                      | Rock                   | Album        | 2019                     |
| Jaco Pastorius                                                                     | Jaco Pastorius | Epic                       | 1976                      | Jazz, Fusion           | Album        | 2019                     |
| „Jailhouse Rock“                                                                   | Elvis Presley | RCA                        | 1957                      | Rock                   | Single       | 2017                     |
| „Jambalaya (On the Bayou)“                                                         | Hank Williams | MGM                        | 1952                      | Country                | Single       | 2002                     |
| „James Bond Theme“                                                                 | John Barry & his Orchestra | United Artists             | 1962                      | Soundtrack             | Single       | 2008                     |
| Jazz at Massey Hall                                                                | „The Quintet“, mit: Charlie Parker, Dizzy Gillespie, Bud Powell, Max Roach, Charles Mingus                                                                             | Debut                      | 1953                      | Jazz                   | Album        | 1995                     |
| Jazz Samba                                                                         | Stan Getz und Charlie Byrd | Verve                      | 1962                      | Jazz                   | Album        | 2010                     |
| Jelly Roll Morton: The Saga of Mr. Jelly Lord (Library of Congress Recordings)     | Ferdinand „Jelly Roll“ Morton | Circle Sound               | 1949–1950                 | Jazz                   | Album        | 1980                     |
| „Jitterbug Waltz“                                                                  | Fats Waller & his Rhythm Band | Bluebird                   | 1942                      | Jazz                   | Single       | 2015                     |
| Joan Baez                                                                          | Joan Baez | Vanguard                   | 1960                      | Folk                   | Album        | 2011                     |
| John Coltrane and Johnny Hartman                                                   | John Coltrane und Johnny Hartman | Impulse                    | 1963                      | Jazz                   | Album        | 2013                     |
| John Prine                                                                         | John Prine | Atlantic                   | 1971                      | Folk                   | Album        | 2015                     |
| „Johnny B. Goode“                                                                  | Chuck Berry | Chess                      | 1958                      | Rock & Roll            | Single       | 1999                     |
| Johnny Cash at Folsom Prison                                                       | Johnny Cash | Columbia                   | 1968                      | Country                | Album        | 2018                     |
| Johnny Cash at San Quentin                                                         | Johnny Cash | Columbia                   | 1969                      | Country                | Album        | 2004                     |
| „Jolene“                                                                           | Dolly Parton | RCA Nashville              | 1973                      | Country-Pop            | Single       | 2014                     |
| The Joshua Tree                                                                    | U2 | Island                     | 1987                      | Rock                   | Album        | 2014                     |
| Judy at Carnegie Hall                                                              | Judy Garland | Capitol                    | 1961                      | Vocal Jazz             | Album        | 1998                     |
| „Juke“                                                                             | Little Walter & his Night Cats | Checker                    | 1952                      | Chicago Blues          | Single       | 2008                     |
| „Just Because Polka“                                                               | Frankie Yankovic | Columbia                   | 1948                      | Polka                  | Single       | 1999                     |
| „Just the Way You Are“                                                             | Billy Joel | Columbia                   | 1977                      | Soft Rock              | Single       | 2004                     |
| „Just You, Just Me“                                                                | Lester Young & his Quartet | Keynote                    | 1943                      | Jazz                   | Single       | 1999                     |
| „Kansas City“                                                                      | Wilbert Harrison | Fury                       | 1959                      | R&B                    | Single       | 2001                     |
| „Kansas City Stomps“                                                               | Jelly Roll Morton | Victor                     | 1928                      | Jazz                   | Single       | 2010                     |
| „Kassie Jones“                                                                     | Furry Lewis | Victor                     | 1928                      | Blues                  | Single       | 2012                     |
| „Keep My Skillet Good and Greasy“                                                  | Uncle Dave Macon | Vocalion                   | 1924                      | Country                | Single       | 2007                     |
| „Keep on the Sunny Side“                                                           | The Carter Family | Victor                     | 1928                      | Southern Gospel        | Single       | 2006                     |
| „Key to the Highway“                                                               | Big Bill Broonzy | Okeh                       | 1941                      | Blues                  | Single       | 2012                     |
| Khachaturian: Piano Concerto in D-Flat Major                                       | William Kapell mit dem Boston Symphony Orchestra dirigiert von Serge Koussevitzky                                                                                      | RCA                        | 1943                      | Klassische Musik       | Album        | 1999                     |
| „Killing Me Softly with His Song“                                                  | Roberta Flack | Atlantic                   | 1973                      | Soul                   | Single       | 1999                     |
| Kind of Blue                                                                       | Miles Davis | Columbia                   | 1959                      | Jazz                   | Album        | 1992                     |
| The King and I Original Broadway Cast Recording                                    | Besetzung: Yul Brynner, Gertrude Lawrence, Dorothy Sarnoff, Doretta Morrow, Larry Douglas, Sandy Kennedy etc.                                                          | Decca                      | 1951                      | Musical show           | Album        | 2000                     |
| „King of the Road“                                                                 | Roger Miller | Smash                      | 1965                      | Country                | Single       | 1999                     |
| „King Porter Stomp“                                                                | Benny Goodman and his Orchestra | Victor                     | 1935                      | Jazz                   | Single       | 2008                     |
| „Kiss an Angel Good Mornin’“                                                       | Charley Pride | RCA Victor                 | 1971                      | Country                | Single       | 2024                     |
| Kiss Me, Kate Original Broadway Cast Recording                                     | Besetzung: Lisa Kirk, Harold Lang, Alfred Drake, Patricia Morison etc.                                                                                                 | Columbia                   | 1948                      | Musical show           | Album        | 1998                     |
| „Ko Ko“                                                                            | Charlie Parker’s Ri Bop Boys | Savoy                      | 1945                      | Jazz                   | Single       | 2019                     |
| „Ko-Ko“                                                                            | Duke Ellington and his Famous Orchestra | Victor                     | 1940                      | Jazz                   | Single       | 2011                     |
| The Köln Concert                                                                   | Keith Jarrett | ECM                        | 1975                      | Jazz                   | Album        | 2011                     |
| Korngold: Violin Concerto                                                          | Jascha Heifetz mit Alfred Wallenstein cond. Los Angeles Philharmonic                                                                                                   | RCA Victor                 | 1949                      | Klassische Musik       | Album        | 2008                     |
| Kristofferson                                                                      | Kris Kristofferson | Monument                   | 1970                      | Country                | Album        | 2014                     |
| „La Bamba“                                                                         | El Jarocho | Victor                     | 1939                      | Rock                   | Single       | 2019                     |
| „La Bamba“                                                                         | Ritchie Valens | Del-Fi                     | 1958                      | Rock                   | Single       | 2000                     |
| „La Vie en Rose“                                                                   | Édith Piaf | Columbia                   | 1947                      | Traditional Pop        | Single       | 1998                     |
| Lady in Satin                                                                      | Billie Holiday | Columbia                   | 1958                      | Jazz                   | Album        | 2000                     |
| „Lady Marmalade“                                                                   | Labelle | Epic                       | 1974                      | Disco                  | Single       | 2003                     |
| Lady Sings the Blues                                                               | Billie Holiday | Clef                       | 1956                      | Jazz                   | Album        | 2017                     |
| „Last Date“                                                                        | Floyd Cramer | RCA                        | 1960                      | Country                | Single       | 2004                     |
| Laura Nyro                                                                         | Laura Nyro | Verve                      | 1966                      | Pop                    | Album        | 1999                     |
| „Layla“                                                                            | Derek and the Dominos | Atco                       | 1971                      | Rock                   | Single       | 1998                     |
| Layla and Other Assorted Love Songs                                                | Derek and the Dominos | Atco                       | 1970                      | Bluesrock              | Album        | 2000                     |
| „Lazy River“                                                                       | Louis Armstrong | Okeh                       | 1931                      | Jazz                   | Single       | 2010                     |
| „Le Freak“                                                                         | Chic | Atlantic                   | 1978                      | Disco                  | Single       | 2015                     |
| „Lean on Me“                                                                       | Bill Withers | Sussex                     | 1972                      | Soul                   | Single       | 2007                     |
| Led Zeppelin                                                                       | Led Zeppelin | Atlantic                   | 1969                      | Rock                   | Album        | 2004                     |
| Led Zeppelin IV                                                                    | Led Zeppelin | Atlantic                   | 1971                      | Rock                   | Album        | 1999                     |
| Leoncavallo: „Pagliacci Act I: Vesti la Giubba“                                    | Enrico Caruso | Victrola                   | 1907                      | Klassische Musik       | Single       | 1975                     |
| „Lester Leaps In“                                                                  | Count Basie's Kansas City 7 Featuring Lester Young | Vocalion                   | 1939                      | Jazz                   | Single       | 2005                     |
| „Let It Be“                                                                        | The Beatles | Apple                      | 1970                      | Gospel                 | Single       | 2004                     |
| Let It Bleed                                                                       | The Rolling Stones | London                     | 1969                      | Blues                  | Album        | 2005                     |
| „Let the Good Times Roll“                                                          | Louis Jordan & his Tympany Five | Decca                      | 1946                      | Jump Blues             | Single       | 2009                     |
| Let’s Get It On                                                                    | Marvin Gaye | Tamla                      | 1973                      | Soul                   | Album        | 2004                     |
| „Let’s Have A Party“                                                               | Wanda Jackson | Capitol                    | 1960                      | Rock                   | Single       | 2024                     |
| „Let’s Stay Together“                                                              | Al Green | Hi                         | 1971                      | R&B                    | Single       | 1999                     |
| „The Letter“                                                                       | The Box Tops | Mala                       | 1967                      | Rock                   | Single       | 2011                     |
| Licensed to Ill                                                                    | Beastie Boys | Def Jam                    | 1986                      | Hip-Hop                | Album        | 2021                     |
| „Light My Fire“                                                                    | The Doors | Elektra                    | 1967                      | Rock                   | Track        | 1998                     |
| „Like a Rolling Stone“                                                             | Bob Dylan | Columbia                   | 1965                      | Rock                   | Single       | 1998                     |
| Liszt: Sonata In B Minor                                                           | Vladimir Horowitz | RCA Victor                 | 1932                      | Klassische Musik       | Album        | 2008                     |
| „The Little Old Log Cabin in the Lane“                                             | Fiddlin’ John Carson | Okeh                       | 1923                      | Country                | Single       | 1998                     |
| Live at the Apollo                                                                 | James Brown und The Famous Flames | King                       | 1962                      | Soul                   | Album        | 1998                     |
| Live at the Regal                                                                  | B. B. King | ABC                        | 1964                      | Blues                  | Album        | 2006                     |
| „The Loco-Motion“                                                                  | Little Eva | Dimension                  | 1962                      | Pop                    | Single       | 2016                     |
| London Calling                                                                     | The Clash | CBS                        | 1979                      | Punk rock              | Double album | 2007                     |
| „The Lonely Bull“                                                                  | Herb Alpert und The Tijuana Brass | A&M                        | 1962                      | Pop                    | Single       | 1998                     |
| „Lonely Teardrops“                                                                 | Jackie Wilson | Brunswick                  | 1958                      | R&B                    | Single       | 1999                     |
| „Long Tall Sally“                                                                  | Little Richard | Specialty                  | 1956                      | Rock                   | Single       | 1999                     |
| „The Look of Love“                                                                 | Dusty Springfield | Colgems                    | 1967                      | Pop                    | Single       | 2008                     |
| „Losing My Religion“                                                               | R.E.M. | Warner Bros.               | 1991                      | Alternative rock       | Single       | 2017                     |
| Lost in the Stars Original Broadway Cast Album                                     | Besetzung: Todd Duncan, Frank Roane, Inez Matthews, Sheila Guyse, Herbert Coleman etc.                                                                                 | Decca                      | 1949                      | Musical show           | Album        | 2013                     |
| „Louie Louie“                                                                      | The Kingsmen | Jerden                     | 1963                      | Garage Rock            | Single       | 1999                     |
| Louis Armstrong Plays W.C. Handy                                                   | Louis Armstrong and his All-Stars | Columbia                   | 1954                      | Jazz                   | Album        | 2010                     |
| „Love Is Strange“                                                                  | Mickey and Sylvia | Groove                     | 1956                      | R&B                    | Single       | 2004                     |
| „Love Me or Leave Me“                                                              | Ruth Etting | Columbia                   | 1928                      | Pop                    | Single       | 2005                     |
| A Love Supreme                                                                     | John Coltrane | Impulse                    | 1965                      | Jazz                   | Album        | 1999                     |
| „Love Theme from The Godfather“                                                    | Orchester dirigiert von Carlo Savina | Paramount                  | 1972                      | Soundtrack             | Track        | 2009                     |
| „Love Train“                                                                       | The O’Jays | Philadelphia International | 1972                      | Soul                   | Single       | 2006                     |
| „Lover Man (Oh, Where Can You Be?)“                                                | Billie Holiday | Decca                      | 1945                      | Jazz                   | Single       | 1989                     |
| „Lovesick Blues“                                                                   | Emmett Miller & His Georgia Crackers | Okeh                       | 1928                      | Blues, Country         | Single       | 2007                     |
| „Lovesick Blues“                                                                   | Hank Williams With His Drifting Cowboys | MGM                        | 1949                      | Blues, Country         | Single       | 2011                     |
| The Low End Theory                                                                 | A Tribe Called Quest | Jive                       | 1991                      | Hip-Hop                | Album        | 2021                     |
| „Low Rider“                                                                        | War | United Artists             | 1975                      | Funk                   | Single       | 2014                     |
| „Lucille“                                                                          | Little Richard | Specialty                  | 1957                      | Rock                   | Single       | 2002                     |
| „Lullaby of Broadway“                                                              | Dick Powell | Brunswick                  | 1935                      | Soundtrack             | Single       | 2005                     |
| Lush Life                                                                          | John Coltrane | Prestige                   | 1961                      | Jazz                   | Album        | 2016                     |
| „Lush Life“                                                                        | John Coltrane und Johnny Hartman | Impulse                    | 1963                      | Jazz                   | Single       | 2000                     |
| „Mack the Knife“                                                                   | Louis Armstrong und the All-Stars | Columbia                   | 1955                      | Jazz                   | Single       | 1997                     |
| „Mack the Knife“                                                                   | Bobby Darin | Atco                       | 1959                      | Pop                    | Single       | 1999                     |
| Mad Dogs & Englishmen                                                              | Joe Cocker | A&M                        | 1970                      | Rock                   | Album        | 2021                     |
| „Maggie May“                                                                       | Rod Stewart | Mercury                    | 1971                      | Rock                   | Single       | 2017                     |
| Gustav Mahler: Das Lied von der Erde                                               | Kathleen Ferrier und Julius Patzak mit dem Vienna Philharmonic Orchestra dirigiert von Bruno Walter                                                                    | London                     | 1952                      | Klassische Musik       | Album        | 1981                     |
| Gustav Mahler: Symphony No 8 in E flat major („The Symphony of a Thousand“)        | Chicago Symphony Orchestra dirigiert von Georg Solti (mit dem Chor der Wiener Staatsoper, den Wiener Sängerknaben und dem Wiener Singverein)                           | London                     | 1971                      | Klassische Musik       | Album        | 1998                     |
| Gustav Mahler: Symphony No 1 in D major                                            | Minneapolis Symphony Orchestra dirigiert von Dimitri Mitropoulos | Columbia Masterworks       | 1940                      | Klassische Musik       | Album        | 1999                     |
| Gustav Mahler: The Complete Symphonies                                             | New York Philharmonic und London Symphony Orchestra dirigiert von Leonard Bernstein                                                                                    | Columbia Masterworks       | 1967                      | Klassische Musik       | Album        | 2002                     |
| Mahler: Symphony No. 2                                                             | Otto Klemperer cond. Philharmonia Orchestra | EMI-Angel                  | 1963                      | Klassische Musik       | Album        | 2008                     |
| Maiden Voyage                                                                      | Herbie Hancock | Blue Note                  | 1965                      | Modal Jazz             | Album        | 1999                     |
| „Make the World Go Away“                                                           | Eddy Arnold | RCA                        | 1965                      | Country                | Single       | 1999                     |
| „Mama Tried“                                                                       | Merle Haggard | Capitol                    | 1968                      | Country                | Single       | 1999                     |
| Man of La Mancha                                                                   | Original Broadway-Besetzung: Richard Kiley, Irving Jacobson, Joan Diener, Robert Rounseville und Ray Middleton                                                         | Kapp                       | 1965                      | Musical show           | Album        | 2009                     |
| Manhattan Tower                                                                    | Gordon Jenkins & his Orchestra | Capitol                    | 1956                      | Traditional Pop        | Album        | 1998                     |
| „Manteca“                                                                          | Dizzy Gillespie & his Orchestra | Victor                     | 1947                      | Afro-Cuban Jazz        | Single       | 1999                     |
| „Many Rivers to Cross“                                                             | Jimmy Cliff | Trojan                     | 1969                      | Reggae                 | Single       | 2011                     |
| „Margaritaville“                                                                   | Jimmy Buffett | ABC                        | 1977                      | Pop                    | Single       | 2016                     |
| „Marie“                                                                            | Tommy Dorsey & his Orchestra (Lieder gesungen von Jack Leonard) | Victor                     | 1937                      | Traditional Pop        | Single       | 1998                     |
| „Mary Had a Little Lamb“                                                           | Thomas Alva Edison | N/A                        | 1878                      | Experimental           | Single       | 2018                     |
| Mary Poppins Original Film Soundtrack                                              | Besetzung: Julie Andrews, Dick Van Dyke, David Tomlinson, Karen Dotrice, Matthew Garber etc.                                                                           | Walt Disney                | 1964                      | Soundtrack             | Album        | 2014                     |
| „Match Box Blues“                                                                  | Blind Lemon Jefferson | Okeh                       | 1927                      | Blues                  | Single       | 1999                     |
| „Maybellene“                                                                       | Chuck Berry | Chess                      | 1955                      | Rock                   | Single       | 1988                     |
| „Mbube“                                                                            | Solomon Linda und The Evening Birds | Gallo                      | 1939                      | Vocal                  | Single       | 2007                     |
| „Me and Bobby McGee“                                                               | Janis Joplin | Columbia                   | 1971                      | Rock                   | Single       | 2002                     |
| „Me and Mrs. Jones“                                                                | Billy Paul | Philadelphia International | 1972                      | Soul                   | Single       | 2018                     |
| Meet Me in St. Louis Film Soundtrack                                               | Besetzung: Judy Garland, Margaret O’Brien, Lucille Bremer etc. | Decca                      | 1944                      | Soundtrack             | Album        | 2005                     |
| Meet the Beatles!                                                                  | The Beatles | Capitol                    | 1964                      | Rock                   | Album        | 2001                     |
| Felix Mendelssohn: Violinkonzert in e-Moll, op. 64                                 | Fritz Kreisler mit dem Orchester der Berliner Staatsoper dirigiert von Leo Blech                                                                                       | Victor                     | 1927                      | Klassische Musik       | Album        | 1998                     |
| „Mercy Mercy Me (The Ecology)“                                                     | Marvin Gaye | Tamla                      | 1971                      | Soul                   | Single       | 2002                     |
| Mercy, Mercy, Mercy! Live At "The Club"                                            | Cannonball Adderley Quintet | Capitol                    | 1967                      | Jazz                   | Album        | 2021                     |
| „The Message“                                                                      | Grandmaster Flash and the Furious Five | Sugar Hill                 | 1982                      | Hip-Hop                | Single       | 2012                     |
| Mexicantos                                                                         | Los Panchos | Coda                       | 1945                      | Latin                  | Album        | 2012                     |
| Midnight Special                                                                   | Lead Belly und Golden Gate Quartet | Victor                     | 1940                      | Country Blues          | Album        | 2002                     |
| „Midnight Train to Georgia“                                                        | Gladys Knight & the Pips | Buddah                     | 1973                      | Soul                   | Single       | 1999                     |
| Miles Ahead                                                                        | Miles Davis mit Gil Evans & His Orchestra | Columbia                   | 1957                      | Jazz                   | Album        | 1994                     |
| Miles Smiles                                                                       | Miles Davis Quintet | Columbia                   | 1967                      | Jazz                   | Album        | 2016                     |
| Milestones                                                                         | Miles Davis & his Sextet | Columbia                   | 1958                      | Jazz                   | Album        | 2004                     |
| Mingus Ah Um                                                                       | Charles Mingus | Columbia                   | 1959                      | Jazz                   | Album        | 2013                     |
| Mingus Dynasty                                                                     | Charles Mingus | Columbia                   | 1959                      | Jazz                   | Album        | 1999                     |
| „Minnie the Moocher“                                                               | Cab Calloway & his Orchestra | Brunswick                  | 1931                      | Jazz                   | Single       | 1999                     |
| The Miseducation of Lauryn Hill                                                    | Lauryn Hill | Ruffhouse/Columbia         | 1998                      | R&B, Hip-Hop, Neo-Soul | Album        | 2024                     |
| „Miserlou“                                                                         | Dick Dale and The Del-Tones | Deltone                    | 1962                      | Rock                   | Single       | 2020                     |
| „Mission: Impossible“                                                              | Lalo Schifrin | Dot                        | 1967                      | Theme music            | Single       | 2017                     |
| „Misty“                                                                            | Erroll Garner | EmArcy                     | 1954                      | Jazz                   | Single       | 1991                     |
| „Misty“                                                                            | Johnny Mathis | Columbia                   | 1959                      | Traditional Pop        | Single       | 2002                     |
| „Moanin’“                                                                          | Art Blakey & the Jazz Messengers | Blue Note                  | 1958                      | Jazz                   | Single       | 1998                     |
| Moanin’                                                                            | Art Blakey & The Jazz Messengers | Blue Note                  | 1959                      | Hard Bop Jazz          | Album        | 2001                     |
| Modern Sounds in Country and Western Music                                         | Ray Charles | ABC-Paramount              | 1962                      | Pop                    | Album        | 1999                     |
| „Mona Lisa“                                                                        | Nat King Cole | Capitol                    | 1950                      | Traditional Pop        | Single       | 1992                     |
| „Monday, Monday“                                                                   | The Mamas & the Papas | Dunhill                    | 1966                      | Sunshine Pop           | Single       | 2008                     |
| „Money Honey“                                                                      | Clyde McPhatter und The Drifters | Atlantic                   | 1953                      | R&B                    | Single       | 1999                     |
| Monk’s Music                                                                       | Thelonious Monk & his Jazz Septet | Riverside                  | 1957                      | Jazz                   | Album        | 2001                     |
| „Mood Indigo“                                                                      | Duke Ellington & his Orchestra | Brunswick                  | 1930                      | Jazz                   | Single       | 1975                     |
| „Moody’s Mood for Love“                                                            | James Moody | Prestige                   | 1952                      | Jazz                   | Single       | 2001                     |
| „Moon River“                                                                       | Andy Williams | Columbia                   | 1962                      | Traditional Pop        | Track        | 2018                     |
| „Moon River“                                                                       | Henry Mancini & his Chorus | RCA Victor                 | 1961                      | Pop                    | Single       | 1999                     |
| Moondance                                                                          | Van Morrison | Warner Bros.               | 1970                      | R&B                    | Album        | 1999                     |
| „Moonglow“                                                                         | Benny Goodman & his Quartet | Victor                     | 1936                      | Jazz                   | Single       | 1998                     |
| „Moonlight Serenade“                                                               | Glenn Miller & his Orchestra | Bluebird                   | 1939                      | Jazz                   | Single       | 1991                     |
| „Move On Up“                                                                       | Curtis Mayfield | Curtom                     | 1972                      | Soul                   | Single       | 2019                     |
| „Move On Up a Little Higher“                                                       | Mahalia Jackson | Apollo                     | 1947                      | Gospel                 | Single       | 1998                     |
| Mozart: Die Zauberflöte                                                            | Besetzung: Helge Rosvaenge, Tiana Lemnitz, Wilhelm Strienz, Erna Berger, Gerhard Husch etc. (with Berlin Philharmonic dirigiert von Thomas Beecham)                    | RCA Victor                 | 1938                      | Opera                  | Album        | 1999                     |
| „Mr. Bojangles“                                                                    | Nitty Gritty Dirt Band | Liberty                    | 1970                      | Country                | Single       | 2010                     |
| Mr. Fantasy                                                                        | Traffic | Island                     | 1967                      | Psychedelic Rock       | Album        | 1999                     |
| „Mr. Sandman“                                                                      | The Chordettes | Cadence                    | 1954                      | Traditional Pop        | Single       | 2002                     |
| „Mr. Tambourine Man“                                                               | The Byrds | Columbia                   | 1965                      | Rock                   | Single       | 1998                     |
| „Mr. Tambourine Man“                                                               | Bob Dylan | Columbia                   | 1965                      | Rock                   | Track        | 2002                     |
| „Mrs. Robinson“                                                                    | Simon & Garfunkel | Columbia                   | 1968                      | Pop                    | Single       | 1999                     |
| „Mule Skinner Blues“                                                               | Bill Monroe and his Blue Grass Boys | RCA Victor                 | 1940                      | Bluegrass              | Single       | 2009                     |
| Music from Big Pink                                                                | The Band | Capitol                    | 1968                      | Rock                   | Album        | 1998                     |
| The Music from Peter Gunn                                                          | Henry Mancini & his Orchestra | RCA Victor                 | 1959                      | Soundtrack             | Album        | 1998                     |
| The Music Man Original Broadway Cast Album                                         | Besetzung: Robert Preston, Barbara Cook, Iggie Wolfington, David Burns, Helen Raymond, Pert Kelton, Eddie Hodges etc.                                                  | Capitol                    | 1957                      | Musical show           | Album        | 1998                     |
| Music of Albéniz & Granados                                                        | Andrés Segovia | Decca                      | 1944                      | Klassische Musik       | Album        | 1998                     |
| Mussorgsky: Pictures at an Exhibition                                              | Vladimir Horowitz (am Klavier), arrangiert von Vladimir Horowitz | RCA Victor                 | 1947                      | Klassische Musik       | Album        | 1999                     |
| Mussorgsky: Pictures at an Exhibition                                              | Chicago Symphony Orchestra dirigiert von Rafael Kubelik, arrangiert von Maurice Ravel                                                                                  | Mercury                    | 1951                      | Klassische Musik       | Album        | 1998                     |
| Mussorgsky: „Song of the Flea“                                                     | Feodor Chaliapin | Victor                     | 1926                      | Klassische Musik       | Single       | 1999                     |
| „Mustang Sally“                                                                    | Wilson Pickett | Atlantic                   | 1967                      | R&B                    | Single       | 2000                     |
| My Aim is True                                                                     | Elvis Costello | Stiff                      | 1977                      | Rock                   | Album        | 2007                     |
| „My Black Mama (parts 1 & 2)“                                                      | Son House | Paramount Records          | 1930                      | Blues                  | Single       | 2013                     |
| „My Blue Heaven“                                                                   | Gene Austin | Victor                     | 1927                      | Traditional Pop        | Single       | 1978                     |
| „My Country ’Tis of Thee“                                                          | Marian Anderson | Victor                     | 1939                      | Opera                  | Single       | 2009                     |
| My Fair Lady                                                                       | Original Broadway-Besetzung mit Rex Harrison und Julie Andrews | Columbia                   | 1956                      | Musical show           | Album        | 1977                     |
| My Favorite Things                                                                 | John Coltrane & his Quartet | Atlantic                   | 1961                      | Modal Jazz             | Album        | 1998                     |
| „My Generation“                                                                    | The Who | Decca                      | 1966                      | Rock                   | Single       | 1999                     |
| „My Girl“                                                                          | The Temptations | Gordy                      | 1964                      | R&B                    | Single       | 1998                     |
| „My Guy“                                                                           | Mary Wells | Motown                     | 1964                      | Soul                   | Single       | 1999                     |
| „My Heart Belongs to Daddy“                                                        | Mary Martin | Decca                      | 1938                      | Musical theatre        | Single       | 2007                     |
| „My Mammy“                                                                         | Al Jolson | Brunswick                  | 1927                      | Soundtrack             | Single       | 2011                     |
| „My Man“                                                                           | Billie Holiday | Brunswick                  | 1937                      | Jazz                   | Single       | 2018                     |
| „My Man“ (from Ziegfeld Follies of 1921)                                           | Fanny Brice (mit Orchester dirigiert von Rosario Bourdon) | Victor                     | 1921                      | Traditional Pop        | Single       | 1999                     |
| „My Way“                                                                           | Frank Sinatra | Reprise                    | 1969                      | Traditional Pop        | Single       | 2000                     |
| „(You Make Me Feel Like) A Natural Woman“                                          | Aretha Franklin | Atlantic                   | 1967                      | Soul                   | Single       | 1999                     |
| „Nature Boy“                                                                       | Nat King Cole | Capitol                    | 1947                      | Jazz                   | Single       | 1999                     |
| „Near You“                                                                         | Francis Craig | Bullet                     | 1947                      | Pop                    | Single       | 2013                     |
| Negro Sinful Songs                                                                 | Lead Belly | Musicraft                  | 1939                      | Blues                  | Album        | 1998                     |
| Nevermind                                                                          | Nirvana | DGC                        | 1991                      | Grunge                 | Album        | 2018                     |
| Never Mind the Bollocks, Here's the Sex Pistols                                    | Sex Pistols | Virgin                     | 1977                      | Punk-Rock              | Album        | 2015                     |
| „New San Antonio Rose“                                                             | Bob Wills and His Texas Playboys | Okeh                       | 1940                      | Country                | Single       | 1998                     |
| Nick of Time                                                                       | Bonnie Raitt | Capitol                    | 1989                      | Rock                   | Album        | 2015                     |
| „Night and Day“                                                                    | Fred Astaire mit Leo Reisman & his Orchestra | RCA Victor                 | 1932                      | Musical theatre        | Single       | 2004                     |
| A Night at Birdland Vol. 1, A Night at Birdland Vol. 2, A Night at Birdland Vol. 3 | Art Blakey & his Quintet | Blue Note                  | 1954                      | Jazz                   | Album        | 2000                     |
| A Night at the Opera                                                               | Queen | Elektra                    | 1975                      | Progressive Rock       | Album        | 2018                     |
| „A Night in Tunisia“                                                               | Dizzy Gillespie & his Sextet | Victor                     | 1946                      | Jazz                   | Single       | 2004                     |
| „Night Train“                                                                      | Jimmy Forrest | United Records             | 1952                      | R&B                    | Single       | 2006                     |
| „Nights in White Satin“                                                            | The Moody Blues | Deram                      | 1967                      | Rock                   | Single       | 1999                     |
| 1999                                                                               | Prince | Warner Bros.               | 1982                      | Pop                    | Album        | 2008                     |
| „No Woman, No Cry“                                                                 | Bob Marley and the Wailers | Tuff Gong                  | 1974                      | Reggae                 | Single       | 2005                     |
| „Nobody“                                                                           | Bert Williams | Columbia                   | 1906                      | Traditional Pop        | Single       | 1981                     |
| „Nobody Knows the Trouble I’ve Seen“                                               | Louis Armstrong | Decca                      | 1938                      | Negro Spiritual        | Single       | 2014                     |
| „Now He Sings, Now He Sobs“                                                        | Chick Corea | Blue Note                  | 1968                      | Jazz                   | Single       | 1999                     |
| „Nuages“                                                                           | Django Reinhardt und Stéphane Grappelli mit dem Quintet of the Hot Club of France                                                                                      | Decca                      | 1946                      | Jazz                   | Single       | 2000                     |
| „Ode to Billie Joe“                                                                | Bobbie Gentry | Capitol                    | 1967                      | Country                | Single       | 1999                     |
| Off the Wall                                                                       | Michael Jackson | Epic                       | 1979                      | Pop                    | Album        | 2008                     |
| „Oh Happy Day“                                                                     | Edwin Hawkins & his Singers | Buddah                     | 1967                      | Gospel                 | Single       | 1999                     |
| „Oh Mary Don’t You Weep“                                                           | Swan Silvertones | Vee Jay                    | 1959                      | Soul                   | Single       | 2020                     |
| „Oh, Pretty Woman“                                                                 | Roy Orbison | Monument                   | 1964                      | Pop                    | Single       | 1999                     |
| „Ohio“                                                                             | Crosby, Stills, Nash & Young | Atlantic                   | 1970                      | Hard Rock              | Single       | 2009                     |
| Okie from Muskogee                                                                 | Merle Haggard | Capitol                    | 1969                      | Country                | Album        | 2017                     |
| Oklahoma! Original Broadway Cast Recording                                         | Besetzung: Alfred Drake, Harry Stockwell, Joan Roberts, Betty Garde, Lee Dixon, Celeste Holm, Howard Da Silva etc.                                                     | Decca                      | 1943                      | Musical show           | Album        | 1976                     |
| „Ol’ Man River“                                                                    | Paul Robeson mit Paul Whiteman & his Concert Orchestra | Victor                     | 1928                      | Musical theatre        | Single       | 2006                     |
| Oliver! Original Broadway Cast Recording                                           | Besetzung: Bruce Prochnik, Clive Revill, Georgia Brown, Danny Sewell etc.                                                                                              | RCA Victor                 | 1962                      | Musical show           | Album        | 2008                     |
| „On Broadway“                                                                      | The Drifters | Atlantic                   | 1963                      | Soul                   | Single       | 2013                     |
| „On the Road Again“                                                                | Willie Nelson | Columbia                   | 1980                      | Country-Rock           | Single       | 2011                     |
| „One for My Baby (and One More for the Road)“                                      | Frank Sinatra | Capitol                    | 1958                      | Vocal Jazz             | Single       | 2005                     |
| „One Love“                                                                         | The Wailers | Studio One                 | 1965                      | Gospel                 | Single       | 2007                     |
| „One O’Clock Jump“                                                                 | Count Basie | Decca                      | 1937                      | Jazz                   | Single       | 1979                     |
| „Only the Lonely (Know the Way I Feel)“                                            | Roy Orbison | Monument                   | 1960                      | Pop                    | Single       | 1999                     |
| „Only You (And You Alone)“                                                         | The Platters | Mercury                    | 1955                      | Doo-wop                | Single       | 1999                     |
| „Ornithology“                                                                      | Charlie Parker & his Septet | Dial                       | 1946                      | Bebop                  | Single       | 1989                     |
| „Ory’s Creole Trombone“                                                            | Kid Ory’s Creole Orchestra (As Spike's Seven Pods of Pepper Orchestra)                                                                                                 | Nordskog                   | 1922                      | Jazz                   | Single       | 2024                     |
| „Over the Rainbow“                                                                 | Judy Garland | MGM                        | 1939                      | Soundtrack             | Single       | 1981                     |
| „Over There“                                                                       | Nora Bayes | Victor                     | 1917                      | Traditional Pop        | Single       | 2008                     |
| „Oye como va“                                                                      | Tito Puente | Tico                       | 1963                      | Latin Jazz             | Single       | 2002                     |
| „Paint It Black“                                                                   | The Rolling Stones | London                     | 1966                      | Psychedelic Rock       | Single       | 2018                     |
| „Pan American Blues“                                                               | DeFord Bailey | Brunswick                  | 1927                      | Blues                  | Single       | 2007                     |
| „Pancho and Lefty“                                                                 | Willie Nelson und Merle Haggard | Epic                       | 1982                      | Country                | Single       | 2020                     |
| „Papa Was a Rollin’ Stone“                                                         | The Temptations | Gordy                      | 1972                      | Psychedelic Soul       | Single       | 1999                     |
| „Papa’s Got a Brand New Bag“ (Teil 1)                                              | James Brown | King                       | 1965                      | R&B                    | Single       | 1999                     |
| „Paper Doll“                                                                       | Mills Brothers | Decca                      | 1943                      | Traditional Pop        | Single       | 1998                     |
| Parsley, Sage, Rosemary and Thyme                                                  | Simon & Garfunkel | Columbia                   | 1966                      | Folk                   | Album        | 1999                     |
| „Pata Pata“                                                                        | Miriam Makeba | Reprise                    | 1967                      | Pop                    | Single       | 2019                     |
| Peace Be Still                                                                     | Rev. James Cleveland & The Angelic Choir | Savoy                      | 1963                      | Gospel                 | Album        | 1999                     |
| Pearl                                                                              | Janis Joplin mit Full Tilt Boogie Band | Columbia                   | 1971                      | Rock                   | Album        | 2010                     |
| „Peg o’ My Heart“                                                                  | The Harmonicats | Vitacoustic                | 1947                      | Traditional Pop        | Single       | 1999                     |
| „Peggy Sue“                                                                        | Buddy Holly | Coral                      | 1957                      | Rockabilly             | Single       | 1999                     |
| „Pennies from Heaven“                                                              | Bing Crosby | Decca                      | 1936                      | Traditional Pop        | Single       | 2004                     |
| „Penny Lane“                                                                       | The Beatles | Parlophone                 | 1967                      | Baroque Pop            | Single       | 2011                     |
| „People“                                                                           | Barbra Streisand | Columbia                   | 1964                      | Musical theatre        | Single       | 1998                     |
| „People Get Ready“                                                                 | The Impressions | ABC-Paramount              | 1965                      | Gospel                 | Single       | 1998                     |
| Pet Sounds                                                                         | The Beach Boys | Capitol                    | 1966                      | Rock                   | Album        | 1998                     |
| „Peter Gunn“                                                                       | Henry Mancini & Jazz Ensemble | RCA Victor                 | 1958                      | Soundtrack             | Track        | 2005                     |
| „Piano Man“                                                                        | Billy Joel | Columbia                   | 1973                      | Soft Rock              | Single       | 2013                     |
| Piano Rags by Scott Joplin                                                         | Joshua Rifkin | Nonesuch                   | 1970                      | Jazz                   | Album        | 2020                     |
| „Piece of My Heart“                                                                | Big Brother & the Holding Company | Columbia                   | 1968                      | Psychedelic Rock       | Single       | 1999                     |
| „Pine-Top’s Boogie Woogie“                                                         | Pine Top Smith | Vocalion                   | 1928                      | Jazz                   | Single       | 1983                     |
| The Pink Panther                                                                   | Henry Mancini & his Orchestra | RCA Victor                 | 1963                      | Soundtrack             | Album        | 2001                     |
| Pinocchio: Motion Picture Soundtrack                                               | Besetzung: Dickie Jones, Cliff Edwards, Walter Catlett etc. | Victor                     | 1940                      | Soundtrack             | Album        | 2002                     |
| „Pistol Packin’ Mama“                                                              | Al Dexter | Okeh                       | 1943                      | Country                | Single       | 2000                     |
| Play of Daniel                                                                     | New York Pro Musica dirigiert von Noah Greenberg | Decca                      | 1958                      | Musical show           | Album        | 1998                     |
| „Please Mr. Postman“                                                               | The Marvelettes | Tamla                      | 1961                      | R&B                    | Single       | 2011                     |
| „Please, Please, Please“                                                           | James Brown & The Famous Flames | Federal                    | 1956                      | R&B                    | Single       | 2001                     |
| „Please Send Me Someone to Love“                                                   | Percy Mayfield | Specialty                  | 1950                      | R&B                    | Single       | 1999                     |
| „Pony Blues“                                                                       | Charley Patton | Paramount Records          | 1929                      | Delta Blues            | Single       | 1999                     |
| Porgy and Bess                                                                     | Miles Davis | Columbia                   | 1959                      | Third Stream Jazz      | Album        | 2000                     |
| Porgy and Bess                                                                     | Ella Fitzgerald und Louis Armstrong | Verve                      | 1958                      | Jazz                   | Album        | 2001                     |
| Porgy and Bess                                                                     | Lawrence Tibbett and Helen Jepson (mit Orchester dirigiert von Alexander Smallens und Nathaniel Shilkret)                                                              | RCA Victor                 | 1935                      | Opera                  | Album        | 2002                     |
| Selections from George Gershwin’s folk opera Porgy and Bess                        | Original Broadway-Besetzung: Todd Duncan, Anne Brown etc. | Decca                      | 1940–42                   | Opera                  | Album        | 1990                     |
| Portrait in Jazz                                                                   | Bill Evans & his Trio | Riverside                  | 1960                      | Jazz                   | Album        | 2007                     |
| „Precious Lord, Take My Hand“                                                      | Mahalia Jackson | Columbia                   | 1956                      | Gospel                 | Single       | 2012                     |
| Pretenders                                                                         | The Pretenders | Sire                       | 1980                      | Punk-Rock              | Album        | 2016                     |
| „The Prisoner’s Song“                                                              | Vernon Dalhart | Victor                     | 1924                      | Country                | Single       | 1998                     |
| Prokofiev: Peter and the Wolf (Opus 67)                                            | Serge Koussevitzky cond. Boston Symphony Orchestra; Richard Hale, Erzähler                                                                                             | Victor (Red Seal)          | 1939                      | Klassische Musik       | Album        | 2008                     |
| Prokofiev: Piano Concerto No. 3 in C Major, Op. 26                                 | Sergei Prokofiev, piano; Piero Coppola cond. The London Symphony Orchestra                                                                                             | His Master’s Voice         | 1932                      | Klassische Musik       | Album        | 2009                     |
| „Proud Mary“                                                                       | Creedence Clearwater Revival | Fantasy                    | 1968                      | Rock                   | Single       | 1998                     |
| „Proud Mary“                                                                       | Ike & Tina Turner | Liberty                    | 1970                      | Funk Rock              | Single       | 2003                     |
| Puccini: La bohème                                                                 | Besetzung: Victoria de los Angeles, Lucine Amara, Jussi Bjorling, Robert Merrill, Giorgio Tozzi, John Reardon etc. (mit Orchester & Chor dirigiert von Thomas Beecham) | RCA Victor                 | 1956                      | Opera                  | Album        | 2000                     |
| Puccini: Tosca                                                                     | Besetzung: Maria Callas, Giuseppe Di Stefano, Tito Gobbi etc. (mit La Scala Orchestra & Chorus dirigiert von Victor de Sabata)                                         | EMI Classics               | 1953                      | Opera                  | Album        | 1987                     |
| „Purple Haze“                                                                      | The Jimi Hendrix Experience | Track Records              | 1967                      | Rock                   | Single       | 2000                     |
| Purple Rain                                                                        | Prince und The Revolution | Warner Bros.               | 1984                      | Minneapolis Sound      | Album        | 2011                     |
| Puttin’ On the Ritz                                                                | Harry Richman (mit Earl Burtnett & his Los Angeles Biltmore Hotel Orchestra)                                                                                           | Brunswick                  | 1930                      | Soundtrack             | Single       | 2005                     |